# Манекен Пис
Манекен Пис (хол. Manneken Pis; у преводу Дечак који пишки ) је бронзана статуа нагог малишана који уринира у базен фонтане.Статуа је висока 61цм, и представља један од симбола града Брисела.  Извајао ју је Ијеронимус Дукесној Старији (фра. Jérôme Duquesnoy l'Ancien). Постављена је на место 1618. или 1619. године. Тренутна статуа је реплика која из 1965. године,  док се оригинал чува у Музеју града Брисела. 
Манекен Пис се налази у близини Великог трга у Бриселу, на раскрсници улица
Rue du Chêne и пешачке Rue de l'Étuve.

## Историја
Најраније помињање Манекен Писа може се наћи у административном тексту из 1451-1452. године о водоводним цевима који снабдевају чесме у Бриселу. Фонтана је од почетка играла суштинску улогу у дистрибуцији воде за пиће. Једине представе ове прве статуе могу се наћи на слици Дениса Ван Алслота, која представља бриселски Омеганг (фолклорни фестивал) из 1615. године.
Прва статуа је замењена новом верзијом од бронзе 1619. године. Ову бронзану статуу од 61 центиметра, на углу улица Rue de l'Étuve и Rue des Grands Carmes, направио је вајар Ијеронимус Дукесној Старији (1570–1641). За то време, Данијел Ресенс је потпуно санирао стуб на ком је статуа стајала и двоструко правоугаони базен за сакупљање воде.
Током своје историје статуа је била суочена са многим опасностима. Преживела је неоштећена бомбардовање Брисела 1695. године, али цеви су биле погођене тако да неко време нису могле испоручивати воду. Памфлет објављен исте године сведочи о томе. Овај текст је најстарији доказ да је Манекен Пис постао "објекат славе који су сви ценили и познавали широм света". То је и први пут да је служио као симбол људи из Брисела. Такође се традиционално каже да је након бомбардовања тријумфално поново постављен на свој пиједестал. Том приликом је изнад главе уписан одломак из Библије: In petra exaltavit me, et nunc exaltavi caput meum super inimicos meos ("Господ ме је поставио на камену подлогу, а сада главу подижем изнад својих непријатеља"). Као што показује гравура Јакуба Харевејна из 1697. године, фонтана се више није налазила на улици, већ у удубљењу на углу улица Rue du Chêne и Rue de l'Étuve.
Од 1770. године склоњени су стуб и двоструки правоугаони базен. Статуа је интегрисана у нови декор, у облику камене нише у стени. Вода је једноставно текла кроз решетку у земљи, до 19. века кад је постављен базен. У свом новом окружењу, Манекен Пис оставља утисак да је мањи него у изворном изгледу. Читава конструкција заштићена је оградама, чија последња верзија потиче из 1851. године. Тако је спречен приступ води, па фонтана има само декоративну и симболичку улогу.
Статуа је више пута био предмет крађе или покушаја крађе. Легенда каже да је статуа нестала 1745. године и пронађена у фламанском граду Герардсбергену. У знак захвалности, грађани Брисела су овом граду поклонили реплику статуе. У стварности, први покушај крађе извршила је 1747. године група француских гренадира стационираних у Бриселу. Становништво се побунило против овог дела и претило осветом. Како би се смирио, краљ Француске Луј XV понудио је Манекен Пису господску одећу од броката, извезену златом. Такође га је овластио да носи мач и одликовао га је Крстом Светог Луја. 
Статуу је 1817. године украо бегунац Антоан Ликас. Починитељ је жестоко кажњен, био је осуђен на доживотни рад и прво је био сат времена везан на Великом тргу у Бриселу. Оригинална статуа је сломљена у 11 комада током ове отмице, а рестаурирао ју је специјализовани заваривач, под надзором вајара Жил-Ламберта Годешарла.  Комади су упоређени и коришћени за прављење калупа у који је уливена бронзана статуа. Статуа је затим заварена на нову базу са ознаком "1620 - РЕСТ 1817". 
Манекен Пис доживео је сличне несреће и у 20. веку. Два покушаја крађе догодиле су се 1955. и 1957. Према неким сведочењима статуа је крадена и до седам пута. У јануару 1963. године студенти антверпенског студентског удружења "Де Викингс" су "отели" статуу пет дана, пре него што су је предали властима Антверпена. Локална и међународна штампа покривала је причу, доприносећи прикупљању новчаних средстава која су донирана за два сиротишта. Ствари су биле озбиљније када је нестала 1965.године. Лопов је кип разбио, остале су му само ноге и глежњеви. У јуну 1966, антверпенски магазин Де Пост примио је анонимни телефонски позив, који им је открио да је статуа у каналу Чарлерои. Тамо су га пронашли рониоци, па је враћен у Брисел 27. јуна. Поново је рестауриран а оригинална верзија је сада чувана и изложена на другом спрату Градског музеја у Бриселу. Статуа која је сада на углу улица
Rue du Chêne и Rue de l'Étuve је идентична копија.

## Легенде
Постоји неколико легенди о Манекен Пису, али најпознатија је она о војводи Годфрију III из Лувена. Године 1142. трупе овог двогодишњег господара бориле су се против трупа лорда Гримбергена. Трупе су ставиле маленог господара у корпу коју су обесиле на дрво да би их охрабрила. Дечак је одатле уринирао на непријатељске трупе, које су на крају изгубиле битку. 
Друга легенда каже да је у 14. веку Брисел био под опсадом. Град се неко време држао, па су нападачи смислили план о постављању експлозива на градске зидине. Мали дечак по имену Јулијан их је шпијунирао док су се спремали. Уринирао је на запаљени фитиљ и тако спасио град. У то време (средина 15. века ) постојала је слична статуа од камена. Кип је више пута украден. 
Прича, често причана туристима, говори о богатом трговцу који је током посете граду са породицом изгубио свог малог сина. Трговац је формирао групу за претрагу, која је претражила све углове града, и пронашла дечака како весело уринира у малој башти. Трговац је, у знак захвалности мештанима који су помогли током потраге, саградио фонтану. 
Постоји и легенда о младићу кога је пробудио пожар и он је успео да угаси ватру мокраћом. То је спречило да изгори краљев дворац. 
Манекен Пис понекад зову и Petit Julien на француском или Julianske на холандском (оба значе „мали Јулијан“), што се заправо односи на несталу фонтану Јулијана, погрешно мешајући две различите фонтане.

## Костими
Манекен Пис мења костиме неколико пута сваке недеље, према распореду који је постављен на огради фонтане. Од 1954. године костимима управља непрофитна организација Пријатељи Манекен Писа, која прегледају стотине поднетих дизајна сваке године и одаберу мали број који ће се произвести и користити. Његов ормар састоји се од око хиљаду различитих костима, од којих се многе могу погледати у сталној изложби у Градском музеју. У фебруару 2017. отворен је посебан музеј у Rue du Chêne, под именом Гардеробер Манекен Писа. 
Иако је често мењање костима пореклом из двадесетог века, повремена употреба костима сеже скоро до датума настанка. Прве костиме Манекен Пис добио на поклон од аустријске надвојвоткиње Изабеле и француског краља Луј XV.
Најстарији костим у Градском музеју је из седамнаестог века.  Запис из 1756. године показује да је Манекен Пис тада имао пет комплетних костима. Од 1918. до 1940. године имао их је тридесетак. Након 1945. покрет је попримио изузетну димензију. Имао је више од 400 костима у 1994, више од 750 у 2005. и више од 950 у 2016. години.  Промена костима је свечаност, често праћена музиком дувачких оркестара. Многи костими представљају националну одећу нација чији грађани долазе у Брисел као туристи, други су униформе различитих професија, удружења и грана цивилне и војне службе. У одређеним приликама, за статуа се качи буре пива. Чаше се пуне пивом које тече из статуе и деле се пролазницима.
Од 2011. године, сваког 15. фебруара на Дан државности Србије, Манекен Пис облачи српску народну ношњу: опанке, шајкачу и јелек.
- Обучен као Дракула
- Џудиста
- 25. годишњица удружења Пријатеља Манекен Писа
- Саксофониста
- 1000. костим
- Ђубретар
- Деда Мраз
- Произвођач оргуља
- Пчелар

## Реплике
Иако је бриселски Манекен Пис најпознатији, у Белгији постоје и многе друге сличне фонтане. У току је спор око тога који је Манекен Пис старији - онај у Бриселу или онај у Герардсбергену. Сличне статуе постоје и у Коксејду, Хаселту, Генту, Брижу, у граду Брен л'Але.
Од 20. века створене су бројне копије или имитације Манекен Пис-а, како у Белгији, тако и ван ње. Треба разликовати званичне копије које је понудио град Брисел од имитација које су направили приватни поштоваоци мале статуе.
Службене копије понуђене су градовима : Колмар(1921), Осака(1928), Монако(1951), Лондон(1959),Броксел(1979), Беналмадена(1991) и Нагоја(2015).

## Статуе инспирисане Менекен Писом
Од 1987. године Манекен Пис има женски еквивалент Женек Пис. То је статуа девојчице са кикицама која чучи изнад фонтане и мокри у њу. Висока је пола метра и направљена од сиво-плавог кречњака. Налази на источној страни уличице Impasse de la Fidélité у Бриселу. Склуптура је заштићена гвозденим кавезом. Као много млађа, није славна као њен мушки колега.
Зинек Пис, бронзана статуа пса како уринира крај стуба, потиче из 1998. године. Налази се на углу улица Шарто и Вје-Марш, у Бриселу.  Ова статуа није повезана са фонтаном. Zinneke значи гад на бриселском дијалекту.
- Женек Пис
- Зинек Пис